# Arrondissement de Prignitz-de-l'Est-Ruppin
L'arrondissement de Prignitz-de-l'Est-Ruppin est un arrondissement  (« Landkreis » en allemand) rural du nord du Brandebourg  (Allemagne). Il regroupe des territoires à forte tradition touristique (« Suisse Ruppinoise ») et agricole. Son chef lieu est Neuruppin.

## Villes, communes & communautés d'administration
(nombre d'habitants en 2011)
| Villes ¹ ville appartenant à un Amt (communauté de communes) 1. Kyritz (9 449) 2. Lindow (Mark) ¹ (3 064) 3. Neuruppin (31 508) 4. Neustadt (Dosse) ¹ (3 569) 5. Rheinsberg (8 422) 6. Wittstock/Dosse (15 050) Communes n'appartenant pas à un Amt 1. Fehrbellin (8 700) 2. Heiligengrabe (4 638) 3. Wusterhausen/Dosse (6 186) | Ämter et leurs communes 1. Lindow (Mark) (4 761) 1. Herzberg (Mark) (658) 2. Lindow (Mark), ville (3 064) 3. Rüthnick (502) 4. Vielitzsee (537) 2. Neustadt (Dosse) (7 959) 1. Breddin (922) 2. Dreetz (1 183) 3. Neustadt (Dosse), ville (3 569) 4. Sieversdorf-Hohenofen (777) 5. Stüdenitz-Schönermark (605) 6. Zernitz-Lohm (903) 3. Temnitz (siège de l'Amt: Walsleben) (5 435) 1. Dabergotz (606) 2. Märkisch Linden (1 236) 3. Storbeck-Frankendorf (500) 4. Temnitzquell (801) 5. Temnitztal (1 523) 6. Walsleben (769) |

## Galerie de photos

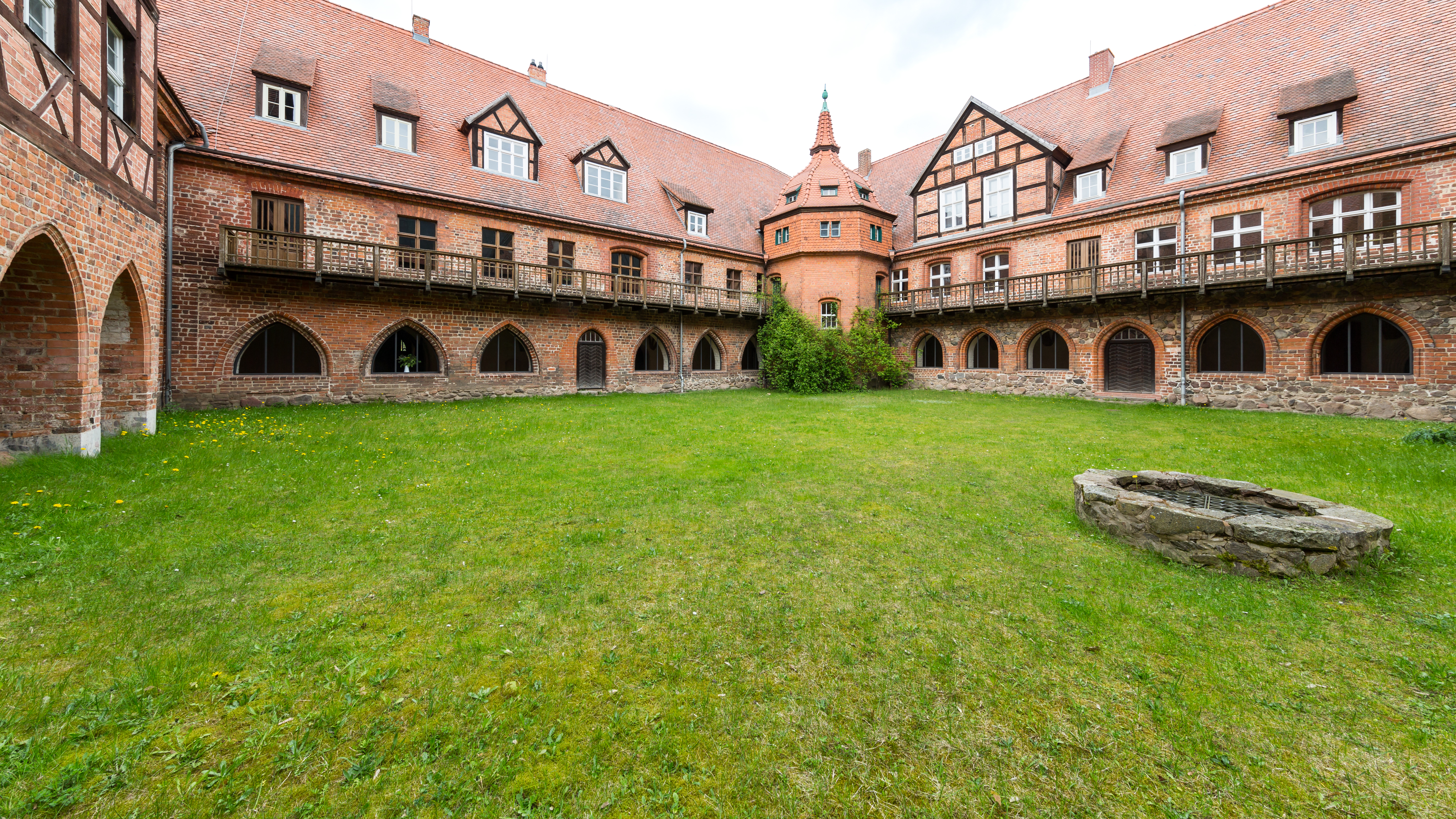
Cloître de l'Abbaye d'Heiligengrabe.
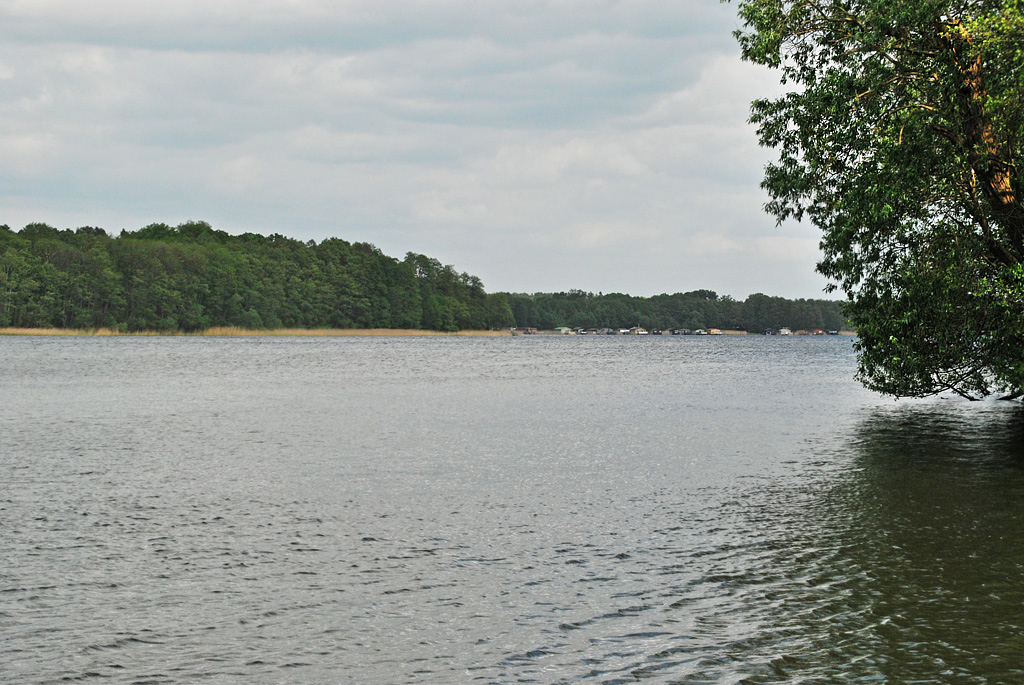
Le Gudelacksee vu de l'île de Werder.
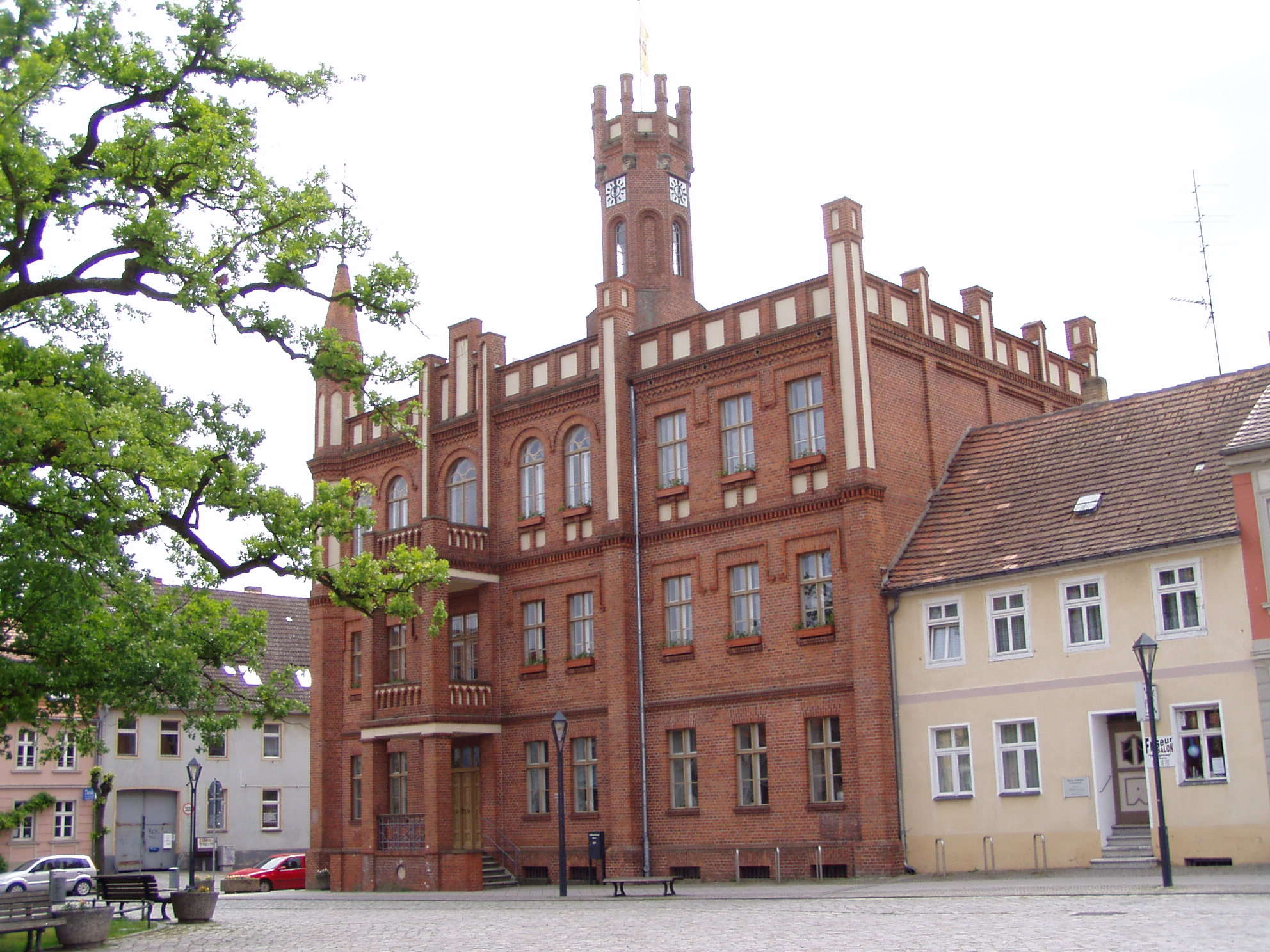
Mairie de Kyritz.
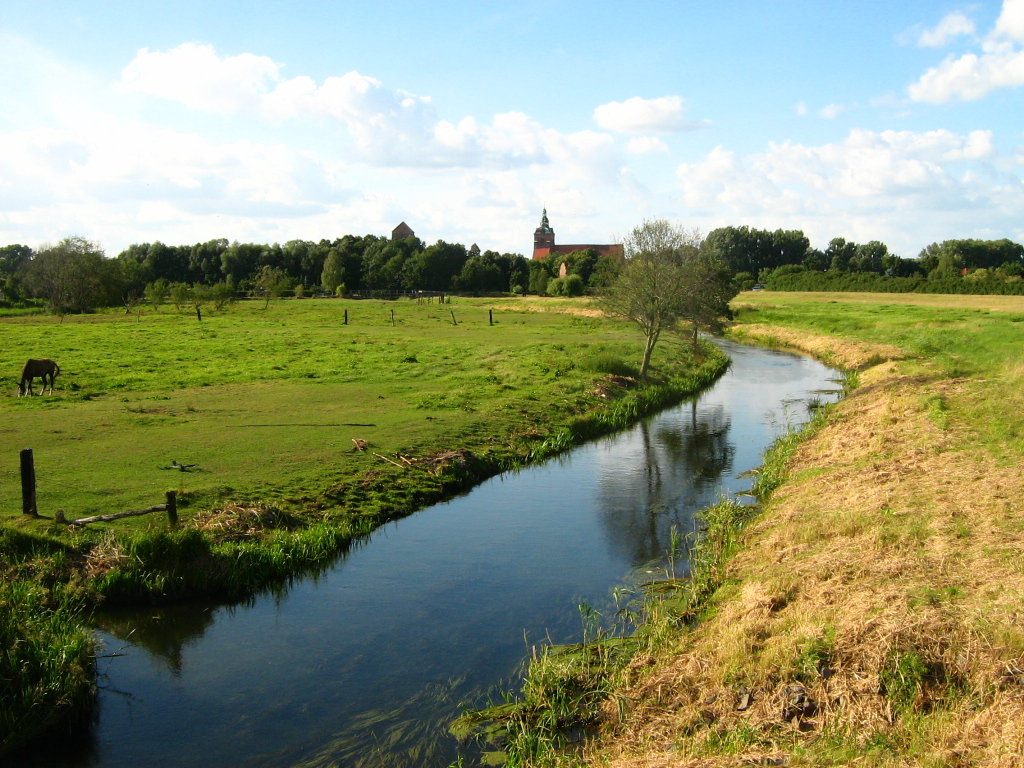
La Dosse près de Wittstock/Dosse.